# Оборотный тупик

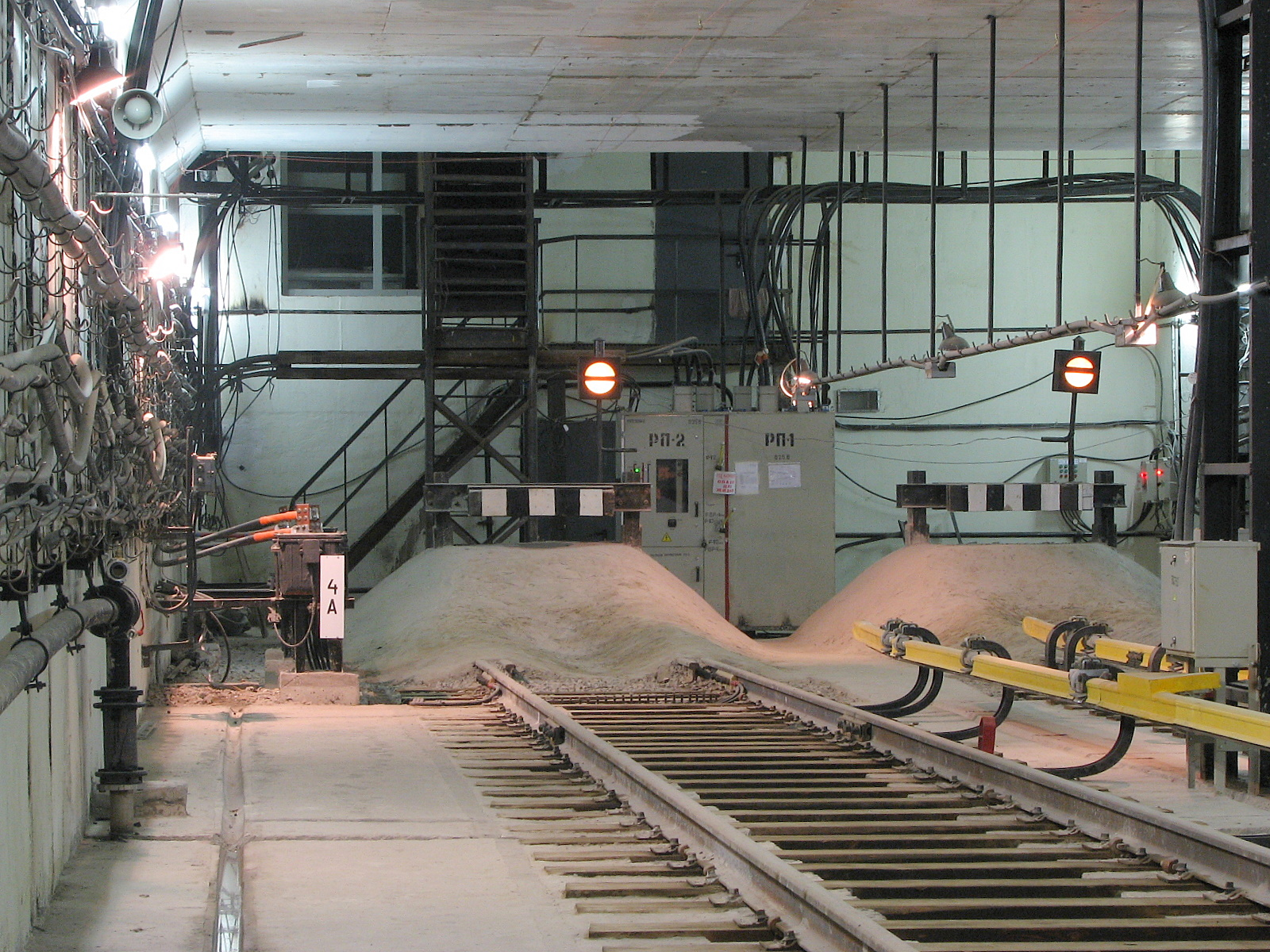
Оборотные тупики станции Московского метрополитена. Тупиковый упор IV станционного пути

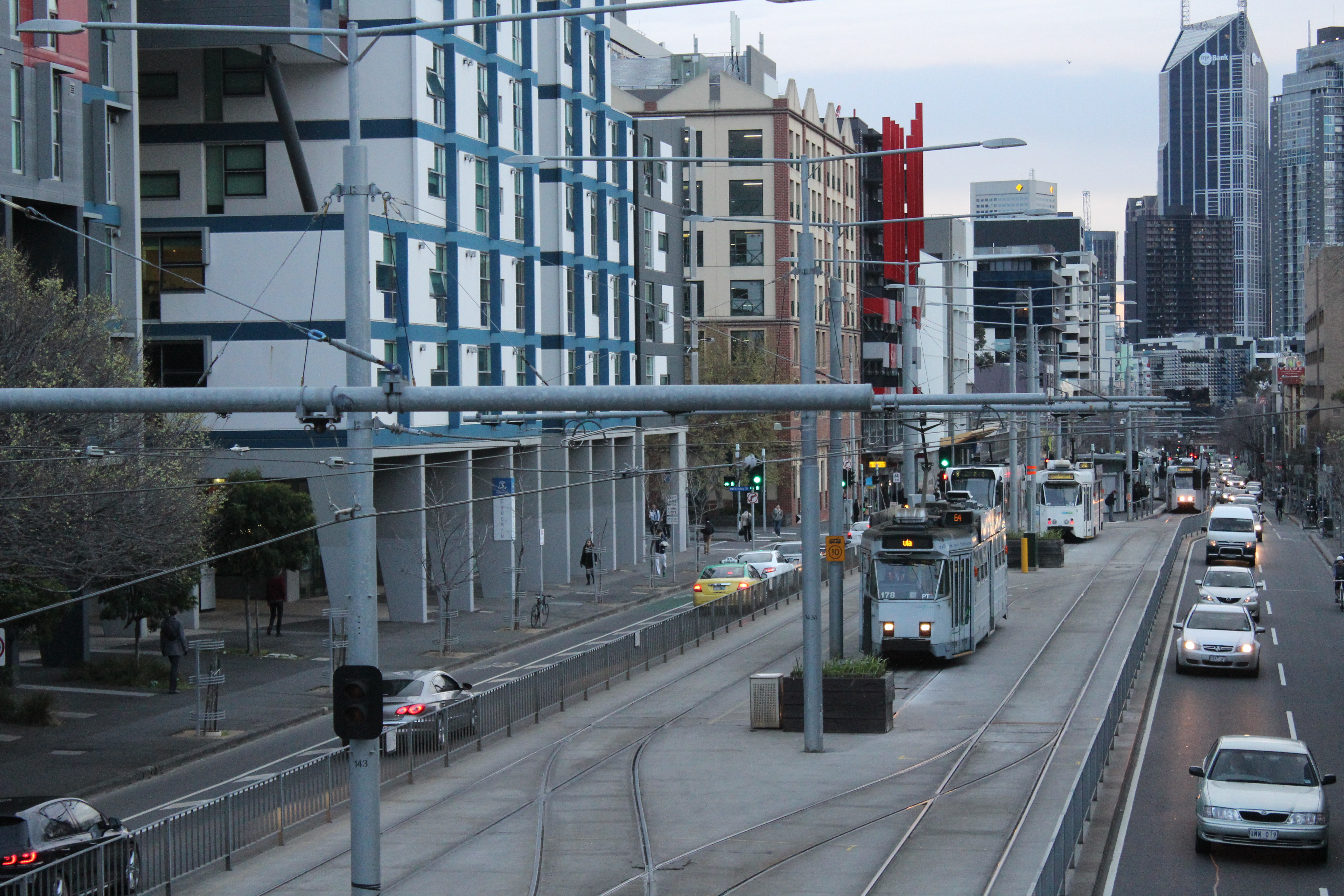
Оборотный тупик между главными путями на остановке мельбурнского трамвая

Оборо́тный тупи́к — часть станции метрополитена, легкорельсового транспорта или трамвая, предназначенная для оборота (разворота, смены направления) подвижного состава.

## Оборотный тупик в метрополитене
В метрополитене оборотный тупик — часть зонной или конечной станции метрополитена: обычно один или два станционных пути (нумеруемые соответственно 3-й и 4-й), расположенные за станцией между главными путями и предназначенные для оборота и ночного отстоя составов. В оборотных тупиках часто находятся пункты технического обслуживания (ПТО).

### Строение тупика
Встречаются два вида оборотных тупиков: трёх- и шестистрелочные. Трёхстрелочный состоит из одного пути, шестистрелочный — из двух, между которыми устроен перекрёстный съезд для распределения составов на какой-либо путь тупика.
Существует разновидность трёхстрелочных оборотных тупиков, в которых один из главных путей соединяется с тупиком перекрёстным съездом, находящимся в двухпутном тоннеле. Наиболее часто такие тупики встречаются в Санкт-Петербурге («Улица Дыбенко», «Спасская», «Площадь Александра Невского-2», «Академическая», «Комендантский проспект»).

### Оборот состава
На конечной станции машинист через внутреннюю часть состава переходит в заднюю кабину поезда. Оборудование задней кабины (которая затем становится передней) включается лишь после того, как первый машинист отключил оборудование передней и передал управление второму машинисту (который будет с этого момента управлять поездом).
Однако бывает так, что иногда оборотный тупик может быть расположен перед станцией. В таком случае происходит оборот «коленками назад». После высадки пассажиров, машинист меняет кабину и уезжает в тупик в неправильном направлении. В тупике он снова меняет кабину и выезжает в неправильном направлении на другой путь под посадку. После посадки, машинист снова меняет кабину и отправляется со станции. Такой оборот происходил в Московском метрополитене на временно конечной станции «Орехово» (с 12 ноября 2022 года по 10 мая 2023 года), также, до замыкания Большой кольцевой линии, такой оборот происходил на станциях «Электрозаводская» и «Каховская».